# Kiss (chanson de Crystal Kay)
Pour les articles homonymes, voir Kiss.
Singles de Crystal Kay
Bye My Darling!
(2004) Koi ni Ochitara
(2005)
Kiss est le 16e single de la chanteuse Crystal Kay sorti sous le label Sony Music Entertainment Japan le 26 janvier 2005 au Japon. Il atteint la 10e place au classement de l'Oricon et reste classé treize semaines.
Kiss a été utilisé comme thème musical pour la publicité Music PORTER de NTT docomo. Elle se trouve sur l'album Crystal Style et sur la compilation Best of Crystal Kay.

## Liste des titres
| 1. | Kiss                | Satomi                    | Matsumoto Kiyoshi | 5:30 |
| 2. | Got To Move On      | Crystal Kay, Saeko Nishio | Ashley Ingram     | 3:57 |
| 3. | Sweet Friends       | H.U.B.                    | Kazuhiro Hara     | 3:23 |
| 4. | Kiss (Instrumental) | Satomi                    | Matsumoto Kiyoshi | 5:28 |